# The Man in the Street (film 1926)
The Man in the Street è un cortometraggio del 1926 diretto da Thomas Bentley. Il film usa il sistema sonoro Phonofilm, inventato ai primi del Novecento da Lee De Forest che è anche il produttore della pellicola. Bentley, il regista, che era un ex ingegnere, diresse altri due film con lo stesso sistema, The Antidote che girò l'anno seguente e Acci-Dental Treatment, del 1929, con la supervisione di Henrik Galeen.

## Trama
Un pittore prende per strada un suonatore ambulante per fargli da modello. Scoprirà che l'uomo è il padre di sua moglie.

## Produzione
Il film fu prodotto dalla De Forest Phonofilm.

## Distribuzione
Distribuito dalla De Forest Phonofilm, il film - un cortometraggio - uscì nelle sale cinematografiche britanniche nel dicembre 1926.